# Illescas
Illescas é um município espanhol da Toledo.

## Toponímia
Segundo Nieto Ballester, o termo Illescas poderia ser pré-romano com aspecto celta. Para García Sánchez poderia derivar-se do topônimo Egelesta, citado por Ptolomeu na sua Geographías Hyphégesis. A transição seria por Egelesta - Elesta - Elesca(s) - Ilescas - Iliescas - Illescas

## Geografia
O município encontra-se situado "em uma planície espaçosa, no caminho de Madri a Toledo"
Pertence à comarca de La Sagra, e limita-se com os municípios de Casarrubuelos ao norte (na província de Madrid); Yeles a leste; Numancia de la Sagra e Yuncos ao sul e Cedillo del Condado, El Viso de San Juan, Carranque e Ugena, ao oeste.

## História
Os restos arqueológicos encontrados em seu território indicam Illescas esteve povoada desde a pré-história. Segundo a história tradicional sua fundação remontaria ao ano 2.621 a.C. e se supõe uma possível relação com certos povos da antiguidade, como os de Ilarcuris, citada por Ptolomeu na mesma obra supracitada.
Os dados certos de seu passado remoto, entretanto, foram obtidos nas escavações realizadas no sítio denominado El Cerrón, onde existiu um povoado celtibérico desde finais do século V até o século II a.C. Também existem restos que indicam que, na época do Império Romano era habitada.
Durante o período da ocupação árabe ali foi edificado um alcázar e algumas fortificações que, durante a reconquista de Toledo por Afonso VI de Leão e Castela foram tomados em 1085. O mesmo rei ordenou sua reconstrução. Mais tarde seria doada ao bispo de Toledo, para novamente converter-se em território real em 1124.
Em 1154 Afonso VII outorgou a Carta puebla (carta de cidade) e quatro anos mais tarde a vila voltou a pertencer ao senhorio arcebispal até 1575, quando passou definitivamente à jurisdição real. Durante estes séculos foram frequentes os litígios entre a vila o cabildo catedralício.
Lugar de lazer para os reis, chegou a perder o favor real por causa da chamada Guerra das Comunidades, onde o illescano Francisco de Guzmán foi capitão do exército comunal das companhias de Juan de Padilla.
NO começo do século XIX as tropas francesas destruíram um monastério de franciscanos descalços. Em meados deste século tinha em torno de 300 casas e a despesa municipal subia a 30 000 reais, 4 400 dos quais para pagamento ao secretário. A partir de então se iniciou um desenvolvimento para o qual contribuiu a chegada da estrada de ferro, em 1876.
Nos anos 1960 iniciou a expansão urbana e um grande desenvolvimento industrial e do setor de serviços. O município, presentemente, vive um segundo momento de expansão e desenvolvimento.

## Demografia
Em 1561 tinha 12 000 habitantes, número que foi diminuindo nos séculos posteriores. Em meados do século XVIII, segundo informes do catastro de Ensenada, Illescas havia se convertido num núcleo com uma importante presença de fidalgos e clérigos. Sua população em 1752 era de 1 481 habitantes.
A chegada do século XX marcou o começo de uma lenta recuperação demográfica, que culminou numa verdadeira explosão nos anos 1960. Em 1956 sua população era de 2.325 habitantes e no ano 2001 de 12 234, superando-se pela primeira vez a população máxima, registrada no século XVI. Atualmente é o terceiro município mais populoso de Toledo.

## Monumentos
- Arco de Ugena: único resto da antiga Porta de Ugena, uma das cinco que havia na parte murada. Exemplo de arte mudéjar, supõe-se ter sido edificada no século XI, quando Afonso VI mandou murar a vila.
- Convento de la Concepción de la Madre de Dios: fundado por uma bula papal em 1514, por iniciativa do Cardeal Cisneros. A primeira abadessa, sóror Inés de la Concepción, era prima do Cardeal.
- Hospital Nuestra Señora de la Caridad: edificado entre os séculos XVI e XVII.
- Santuário de Nuestra Señora de la Caridad: edificado em volta de 1500, contém cinco quadros de El Greco: A Caridade, Santo Ildefonso, A Coroação da Virgem, A Natividade e A Anunciação.
- Igreja paroquial e torre mudéjar: declarados monumento nacional em 1920.

## Festas
- 11 de março: festa del Milagro.
- 23 de abril: semana do livro.
- 31 de agosto: Virgem da Caridade.